# Monodiscus parvus
Monodiscus parvus is een platworm (Platyhelminthes). De worm is tweeslachtig. De soort leeft parasitair op of in mariene dieren.
Het geslacht Monodiscus, waarin de platworm wordt geplaatst, wordt tot de familie Scutariellidae gerekend. De wetenschappelijke naam van de soort werd voor het eerst geldig gepubliceerd in 1914 door Plate.